# Franz-von-Assisi-Statue (Tieschen)

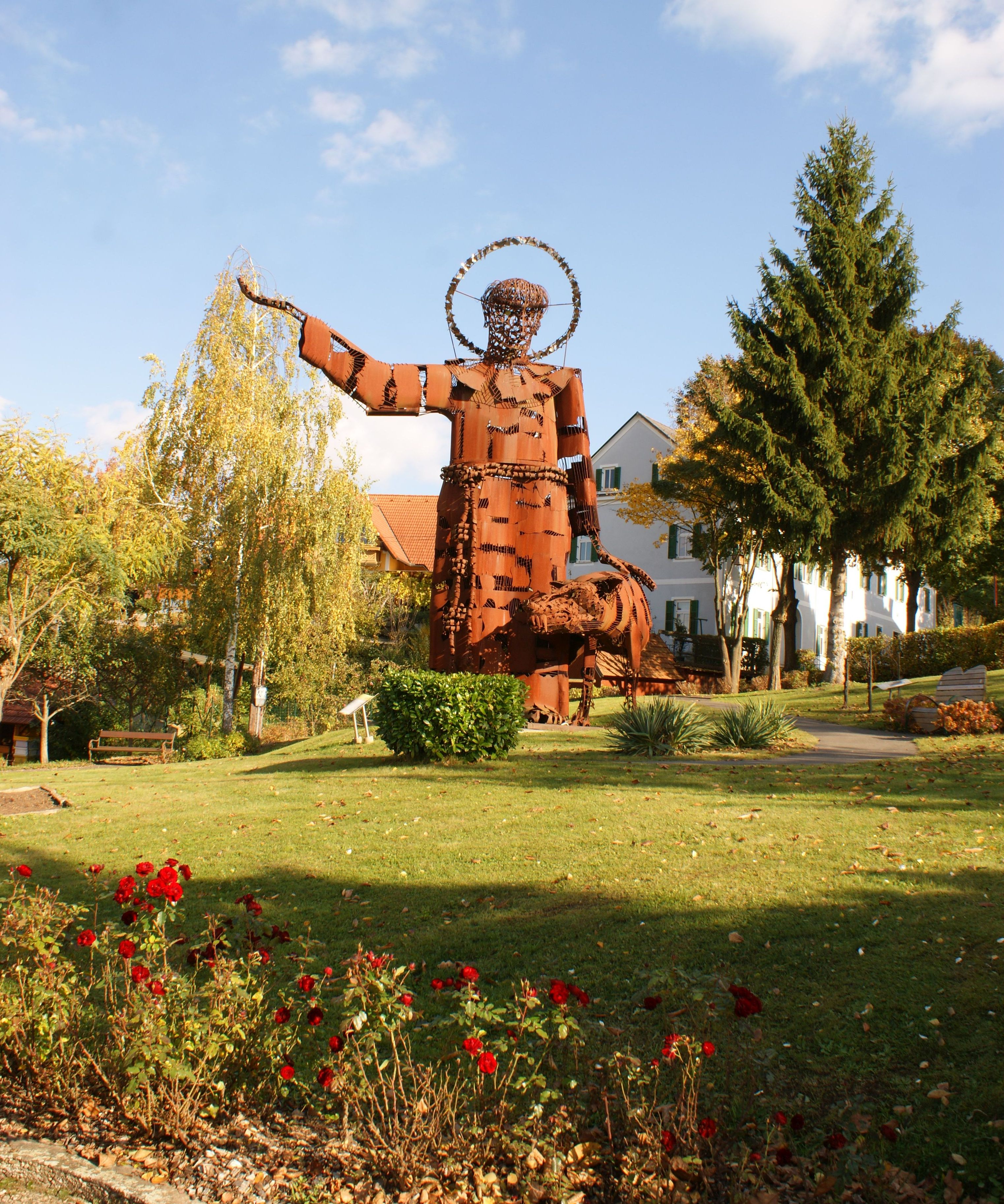

Die Franz-von-Assisi-Statue in der Marktgemeinde Tieschen in der Südoststeiermark in Österreich wurde 2006 von Fernando Crespo geschaffen und durch Weihbischof Franz Lackner geweiht.

## Idee

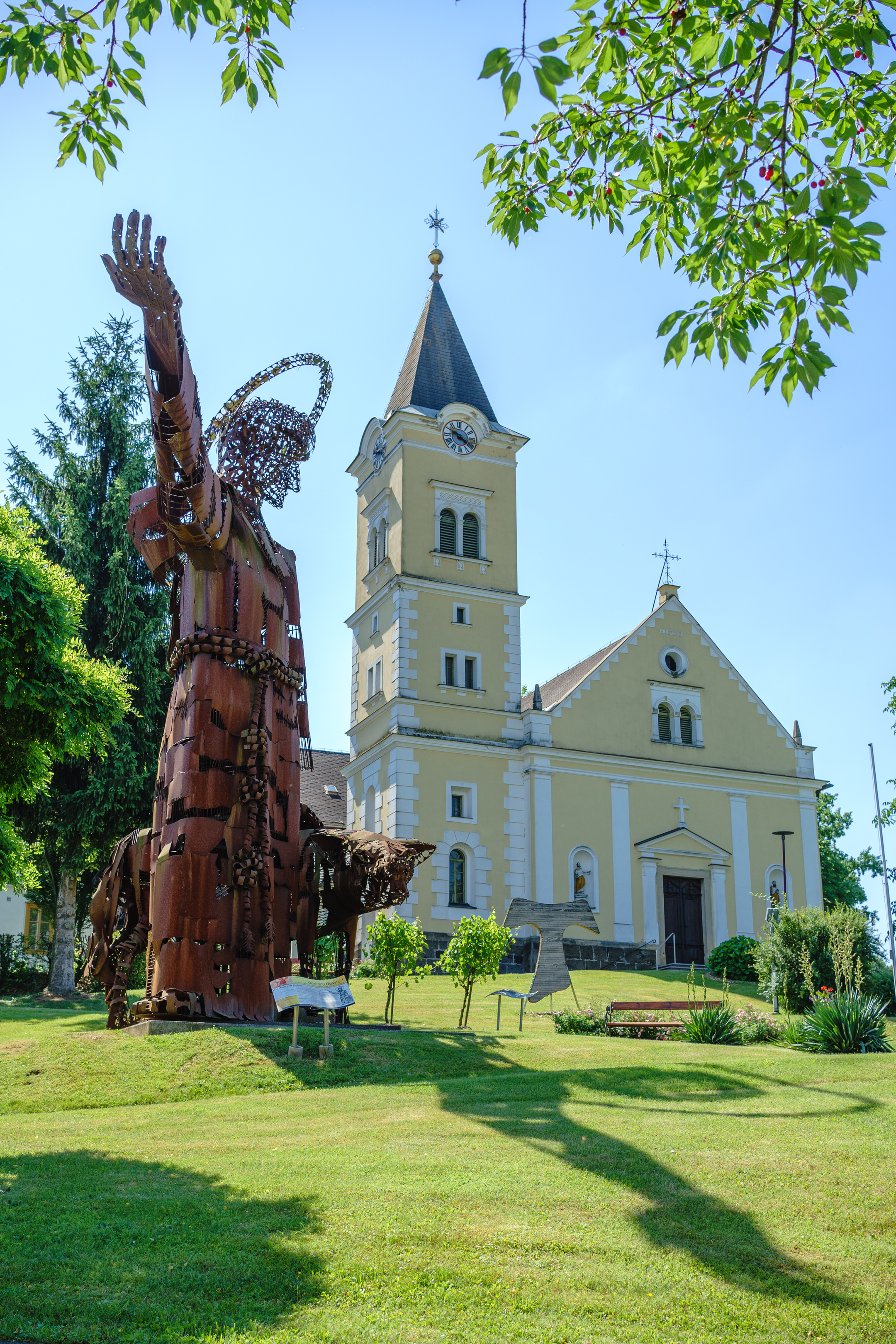

Die Idee für diese Statue stammt vom Landtagsabgeordneten Anton Gangl und von Pfarrer P. Terentius. Bereits drei Wochen später stand das Denkmal.

## Skulptur

### Grundgedanke
Die Pfarre von Tieschen wird seit 1898 von Franziskanern betreut. Die Statue stellt die Zähmung des Wolfs von Gubbio durch Franz von Assisi dar. Der Legende nach besuchte Franziskus den Ort Gubbio. Die Bewohner lebten in Angst vor einem Wolf. Im Namen des Kreuzes trat Franz dem Tier entgegen. Als der Wolf mit offenem Maul auf ihn zurannte, soll Franziskus ein Kreuzzeichen gemacht haben, und der Wolf stoppte. Franz von Assisi habe den Wolf angesprochen und ihm im Namen von Jesus Christus befohlen, niemandem mehr wehzutun. Der Wolf habe sich zu Füßen des Franziskus gelegt. Dieser versprach dem Tier zukünftig ausreichend Nahrung, so dass er niemals mehr aus Hunger jemanden oder etwas verletzen oder töten müsse. Um sein Einverständnis zu signalisieren, habe der Wolf seine Tatze in Franziskus’ Hand gelegt. Die Einwohner von Gubbio übernahmen die Verpflichtung, den Wolf zu füttern.
Der Wolf von Gubbio ist daher auch eines der Attribute des hl. Franz von Assisi.

### Technische Daten und Herstellung
Die rostige Skulptur steht auf etwa 260 m ü. A., rund 30 Meter nördlich der Pfarrkirche von Tieschen. Sie besteht aus rund vier bis fünf Tonnen Alteisen und ist rund neun Meter hoch. Die Statue des Wolfs von Gubbio ist rund drei Meter hoch. Sie wurde vom Metallkünstler Fernando Crespo aus der Region Independencia in Bolivien mit Helfern in der Werkstätte Gollenz in Tieschen in vier Teilen gefertigt und dann im Freien zusammengesetzt. Fernando Crespo kam Oktober 2006 in das Steirische Vulkanland, um hier für die Veredelung der landwirtschaftlichen Produkte in seiner Heimat in Bolivien einfache Geräte kennenzulernen und um diese dann nachbauen zu können. Zwischen dem Steirischen Vulkanland und der Region Independencia in Bolivien (Breni Ugarte) besteht eine Partnerschaft.
Vom 20. November 2006 bis 22. Dezember 2006 wurde die Statue aufgestellt und am 23. Dezember 2006 durch Weihbischof Franz Lackner eingeweiht.
Die Statue ist beleuchtet.

## Sonnengesangsweg

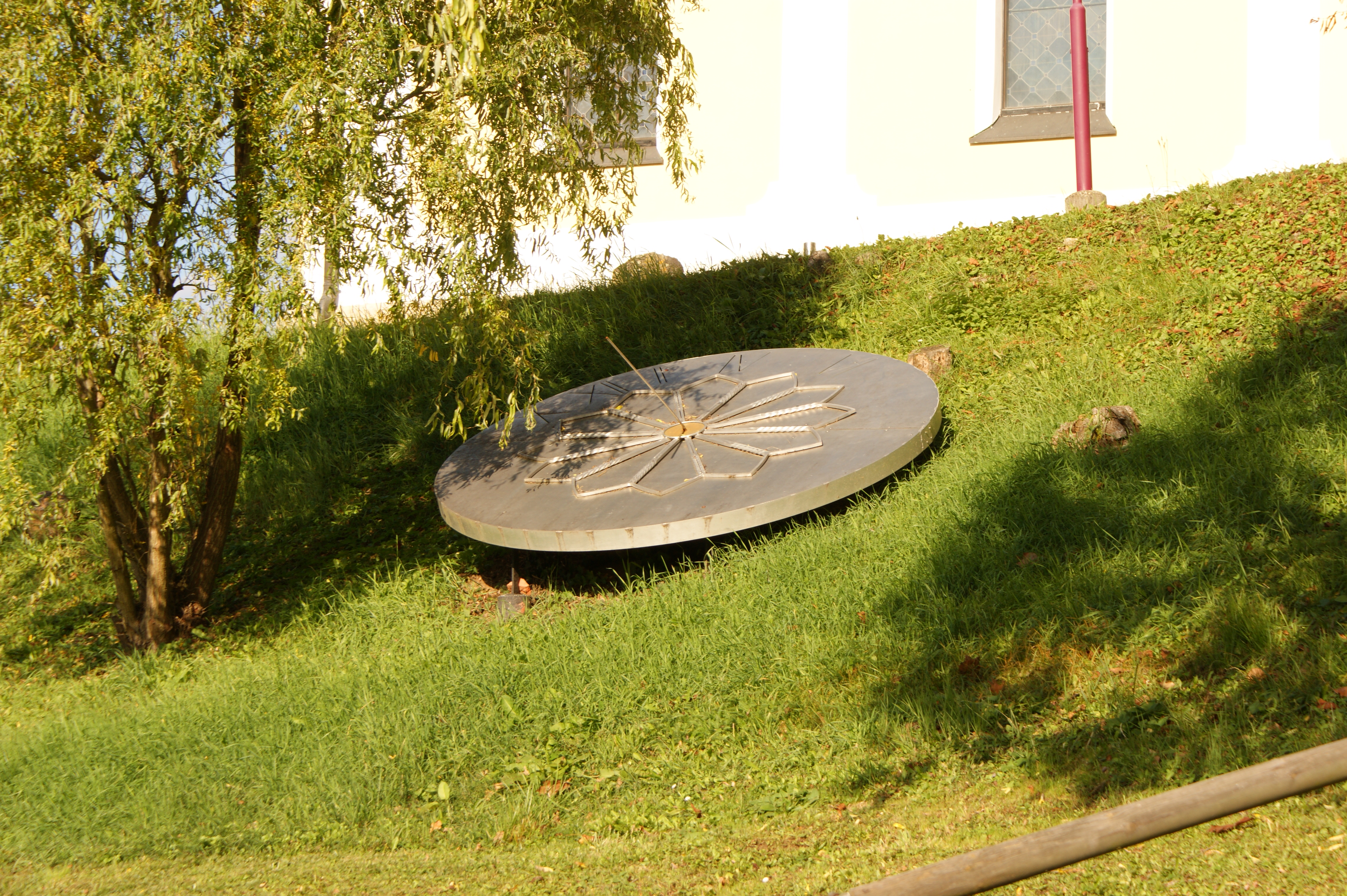
Teil des Sonnengesangsweg – erste Station: „Sonne“ / Sonnenuhr

Der später errichtete Sonnengesangsweg ist dem gleichnamigen Gebet des hl. Franz von Assisi (Sonnengesang) gewidmet. Künstler aus Tieschen haben die verschiedenen Stationen entsprechend den einzelnen Strophen des Sonnengesangs gestaltet. Der Sonnengesangweg in Tieschen führt am Fuß des Königsbergs entlang. Über verschiedene Stationen, beginnend bei der Statue des Franz von Assis und dem Wolf von Gubbio, führt der Weg in Richtung Basaltspalte und von dort Richtung Pichla wieder zurück nach Tieschen. Etwa in der Mitte des Weges befindet sich die Elisabethquelle.
Die Gehzeit beträgt etwa eineinhalb Stunden, zwischen den Stationen je ca. zehn Minuten. Die Gesamte Weglänge liegt bei rund vier Kilometern mit 80 Höhenmetern Anstieg.

## Tau-Zeichen und Tau Wein

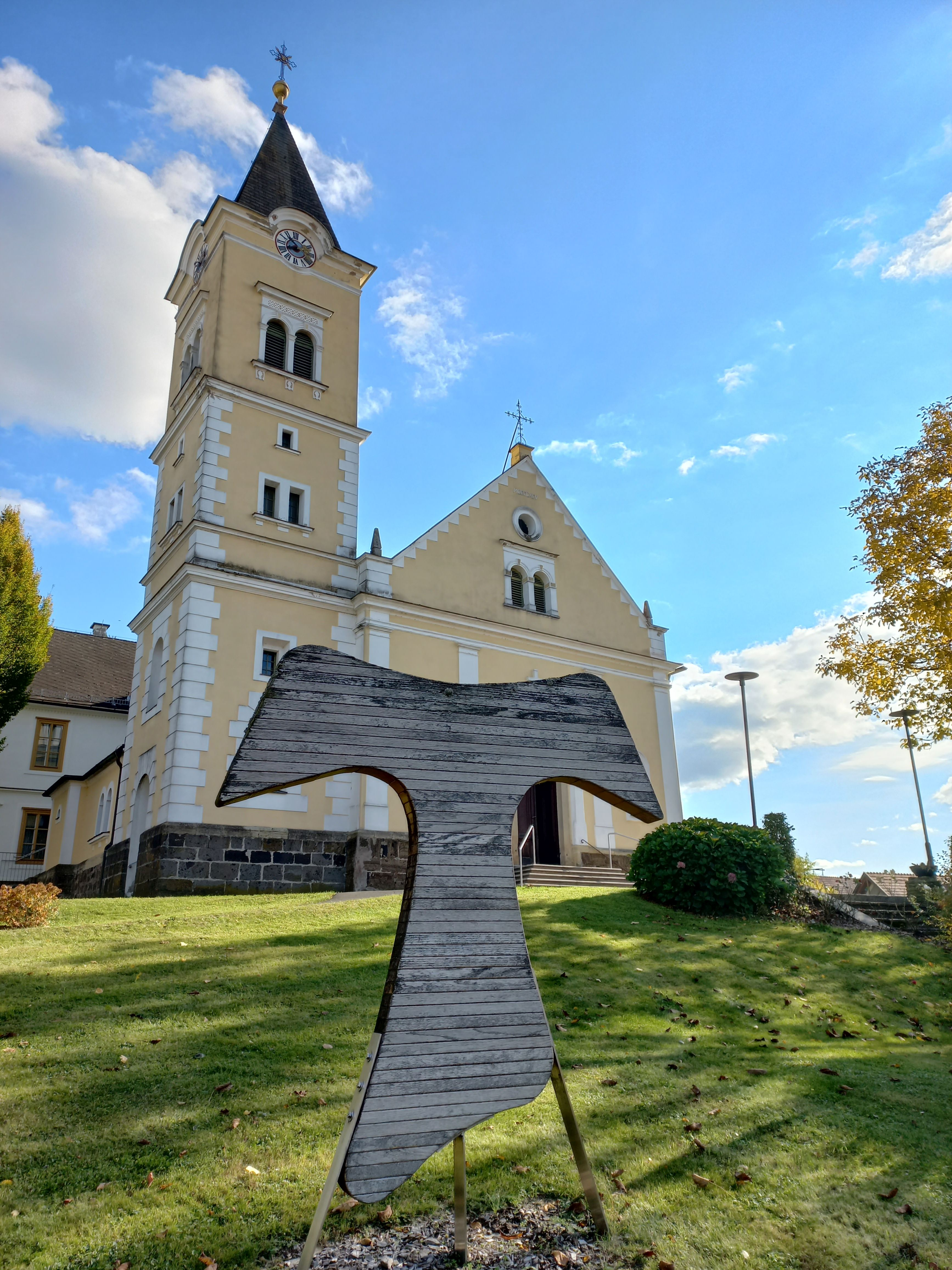
Tau-Zeichen bei der Pfarrkirche Tieschen

Neben der Statue des Franz von Assisi und dem Wolf von Gubbio steht ein TAU-Zeichen. Das Tau ist der neunzehnte Buchstabe des griechischen Alphabetes. Der hl. Franz von Assisi hat vielfach mit einem TAU-Zeichen anstelle einer Unterschrift unterzeichnet. Das TAU-Zeichen soll für das Wort tapeinos im Sinne von demütig bw. niedrig stehen und damit auch die Haltung des Franz von Assisi kennzeichnen (siehe auch: Bettelorden).
Die Statue war Inspiration für den sogenannten TAU-Wein, eine Mischung aus Weißburgunder, Grauburgunder und Chardonnay.
Auch beginnt der TAU-Weg der Riede mit einer Weglänge von 16 Kilometern (Gehzeit etwa sechs Stunden) bei der Statue.